# Thule Group

Logo der Marke

Thule Group ist ein 1942 in Schweden gegründeter Hersteller von Transportsystemen.
Der Hauptsitz der Thule Group befindet sich in Malmö (Schweden). Die Thule Group beschäftigt an mehr als 50 Produktions- und Verkaufsstandorten auf der ganzen Welt über 2200 Mitarbeiter.
Zum Sortiment gehören Autogepäckträger, unter anderem Grundträger, Dachboxen, Markisen für Wohnwagen u. Wohnmobile, Fahrrad-, Skiträger sowie Dachgepäckkörbe, Outdoor- & Sportrucksäcke, Reisegepäck, Kindertransportlösungen, Fahrradanhänger, Leitern, Handwerker-Zubehör und diverse Accessoires wie beispielsweise Spanngurte.

## Geschichte

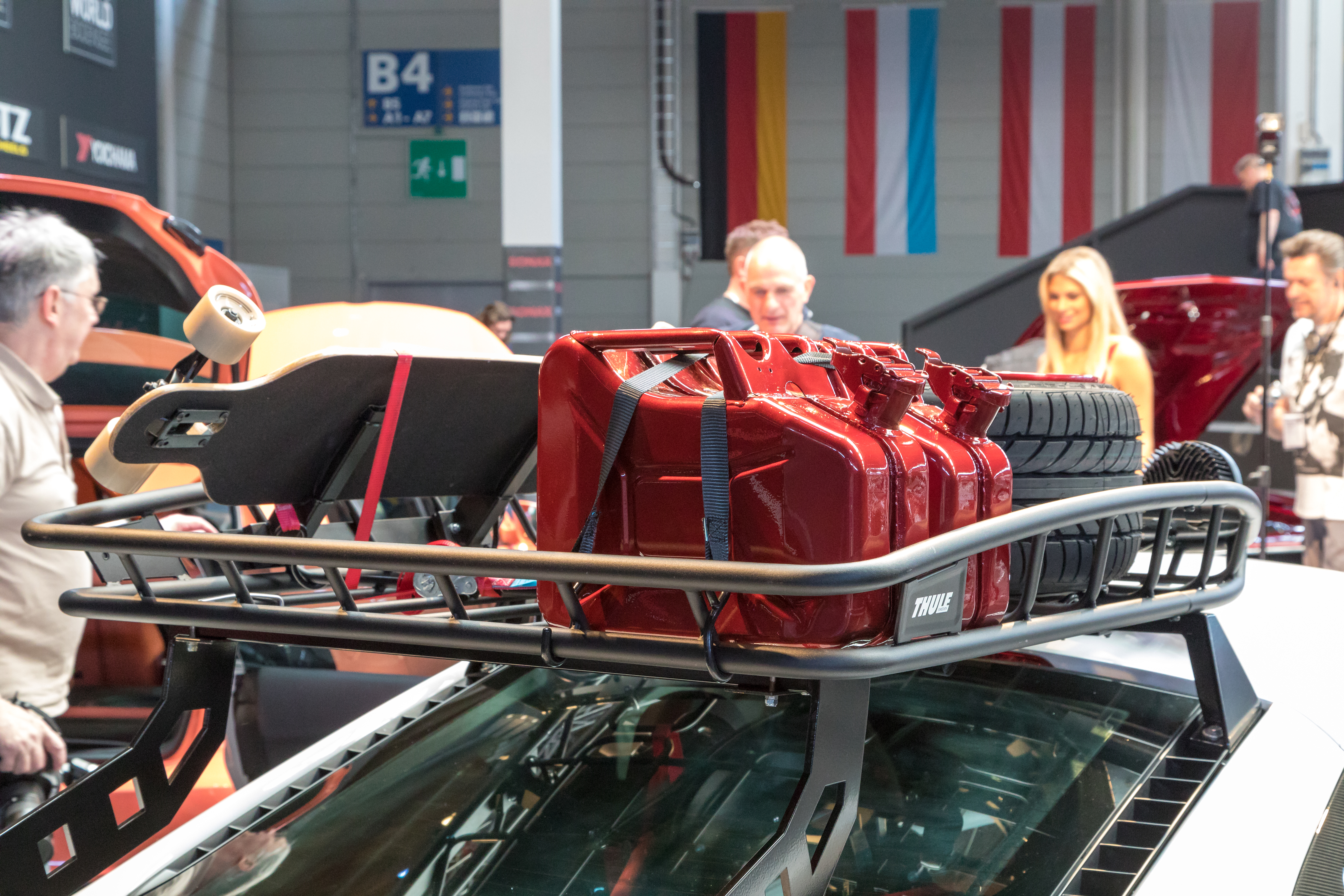
Thule-Dachgepäckträger

Erik Thulin begann 1942 mit der Herstellung von Produkten für schwedische Fischer; die Marke Thule entstand. Das erste Produkt erschien 1955. Es handelte sich um Scheinwerferschutzgitter. 1962 folgte der erste Skiträger, 1964 der erste Dachträger mit Korb.
1977 kam die TB 11 Skibox auf den Markt und verhalf dem Unternehmen zu internationalem Erfolg. 1992 kaufte Thule die deutsche, 1977 ins Leben gerufene Jetbag GmbH in Neumarkt von der eco Kunststoff GmbH & Co. KG. So wurde die Firma Thule 1997 zum weltweit größten Hersteller von Dachboxen.
Ab dem Jahr 2000 kamen einige andere Produkte zum Sortiment, wie etwa Gepäcktaschen und Laptop-Taschen, Kamerataschen, Schneeketten und Fahrradtaschen, die unter der Marke Case Logic vermarktet werden.

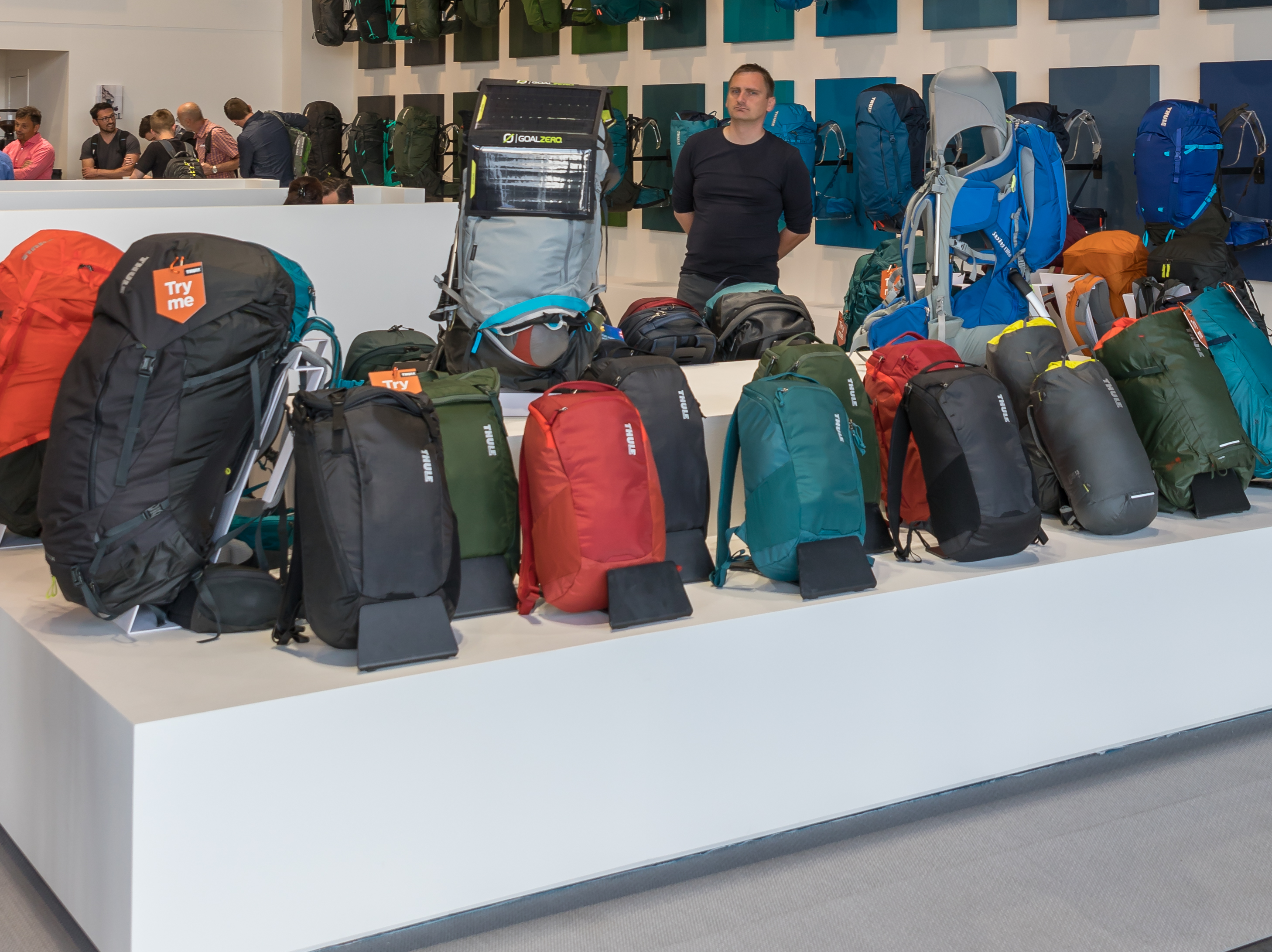
Thule-Rucksäcke

2011 erwarb Thule den kanadischen Hersteller Chariot Carriers. Diese Firma produziert multifunktionale Fahrradanhänger für Kinder oder für Gepäck, welche u. a. auch als Handstoßwagen beim Joggen, bei Wanderungen etc. genutzt werden können.
Heute werden am Standort in Neumarkt Dachboxen der Marken Thule und Jetbag gefertigt. Die Jetbag-Modelle werden dabei in einfacherer und preisgünstigerer Variante vertrieben, als die Ausführungen unter der Marke Thule. „Jetbag“ steht im deutschsprachigen Raum teilweise noch heute als Gattungsname für „Dachbox“. Günstiger sind die Jetbag Dachboxen, da sie aus Polystyrol gefertigt werden. Die Dachboxen der Marke Thule werden aus dem thermoplastischen Kunststoff Acrylnitril-Butadien-Styrol (ABS) hergestellt und sind damit stoßfester.